# Lago Gosaikunda
El Lago Gosaikunda o Lagos Gosaikunda (en nepalí: गोसाइकुन्ड) también deletreado Gosainkunda y Gosain Kunda es un lago oligotrófico de agua dulce y alpino en el Parque Nacional de Langtang en el país asiático de Nepal, que se encuentra a una altitud de 4.380 m ( 14.370 pies) en el Distrito Rasuwa y que cuenta con una superficie de 13,8 hectáreas (34 acres). Junto con los lagos asociados, el complejo Gosaikunda alcanza 1.030 hectáreas (4,0 millas cuadradas) de tamaño y fue designado un sitio Ramsar en septiembre de 2007.
El lago se funde y sorbe hasta formar el río Trishuli y permanece congelado durante seis meses en invierno desde octubre hasta junio. Hay 108 lagos en esta área, entre pequeñas y medianos. El paso Lauribina La a una altitud de 4.610 m ( 15.120 pies) esta en sus alrededores.
El área Gosaikunda se ha delineado como un sitio de importancia religiosa. La mitología hindú describe a Gosaikunda como la morada de los dioses Shiva hindú y Gauri.

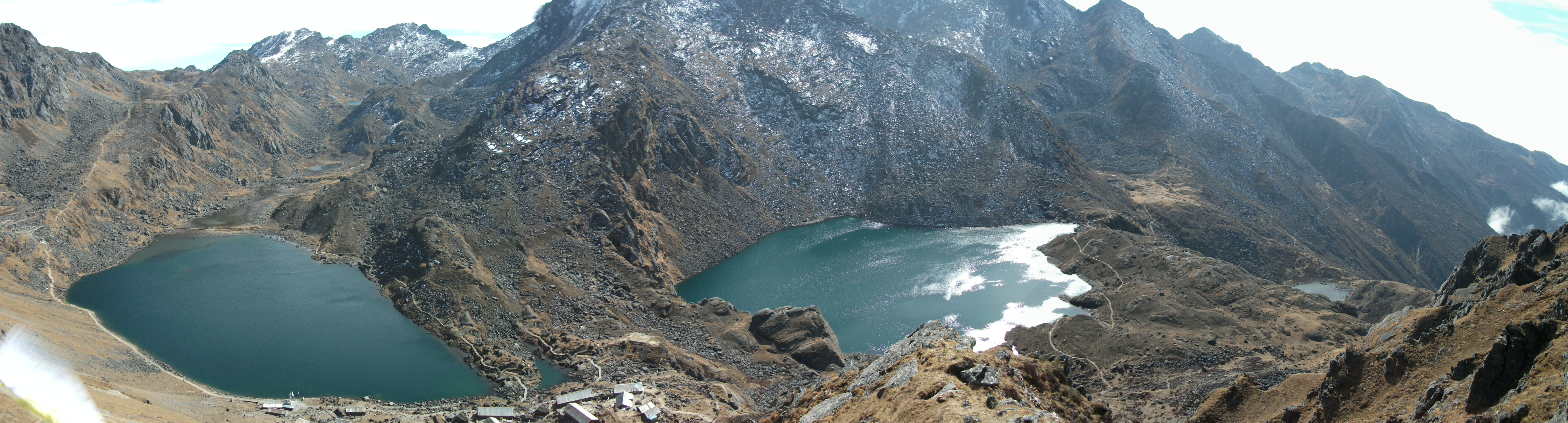
View of Lago Gosaikundain upper field and Bhairavkunda in lower field